# Szpaki (rejon złoczowski)
Szpaki (ukr. Шпаки) – wieś na Ukrainie w rejonie złoczowskim obwodu lwowskiego.
Do 2020 w rejonie brodzkim. 